# Aubrey de Grey
Aubrey David Nicholas Jasper de Grey (London, 1963. április 20. –) gerontológus, jelenleg Cambridge-ben él.
A Mitochondrial Free Radical Theory of Aging című munka szerzője. Most egy új szövet-javító, regeneráló stratégián dolgozik, ami megfiatalítaná az emberi testet és határtalan életidővel ajándékozná meg. Ezt a célt angolul úgy fogalmazza meg, hogy engineered negligible senescence, azaz SENS. E célból meghatározta azt a hét legfontosabb tényezőt, ami az öregedést okozza és ami orvosi beavatkozást igényel.
Az elmúlt években több interjút is készítettek vele, többek közt a CBS (60 perces adás), a BBC, a New York Times, a Fortune Magazine, a Free Talk Live és a Popular Science. Jelen pillanatban az elnöke és vezető kutatója a The Methuselah Foundation-nak, és főszerkesztője a Rejuvenation Research akadémiai lapnak.

## Tanulmányai
Aubrey de Grey a Sussex House School és Trinity Hall tanítványa volt Cambridge-ben. A sejt- és molekuláris-biológiai munkássága előtt számítástechnikát tanult. 1985-ben, a Cambridge-i Egyetem számítástechnikai diplomájával a kezében munkába állt a Sinclair Research cégnél mint programozó mérnök; 1986-ban alapító tagja a Man-Made Minions nevű cégnek, bizonyos programok tesztelését végezték. 2006-ig a Cambridge-i Egyetem Genetikai tanszéke FlyBase adatbázisának megbízott program fejlesztője. Ez idő alatt doktori címmel tüntette ki az Egyetem, egy sajátos módon, ami azoknak a tanulóknak jár, akik előzőleg fokozatot értek el ott. Ez a doktori cím megerősítést nyert 2000-ben, amikor Grey kiadta a The Mitochondrial Free Radical Theory of Aging című könyvét, amelyet 1999-ben írt meg, és amelyben az öregedés egyik okát boncolgatja. A könyvben kiderül hogy a mitochondriális DNS-t ért sérülések elhárítása nagyban hozzájárul az élettartam meghosszabbításához, viszont azt is megtudhatjuk hogy nem ez az öregedés egyetlen oka. 2007-re már 61 publikáció 25 folyóiratban (amelyből 19 a Rejuvenation Research, de Grey által szerkesztett lapban) jelent meg.
Számítástechnikai és genetikai bioinformatikus hátterére alapozva kijelenti:
"Nagy különbség van egy kutató és egy technikai mérnök által felhasznált kreativitás közt. Ez azt jelenti hogy Én számottevően különbözőképpen tudok gondolkozni, és megoldásokkal előállni, egy kutatóhoz képest."

## Elméletek
Azt állítja, hogy a tudomány napjainkban már elért egy olyan szintre, hogy képes lenne előállítani hatékony ellenszert az öregedésre. Most azon dolgozik, hogy beazonosítsa és továbbfejlessze a különböző technikai módszereket, az öregedés elleni harcban, vagy ahogy ő jellemzi az öregedést, "a metabolizmus mellékhatásai, amelyek halálunkat okozzák," és, hogy meghosszabbítsa az egészséges emberi élettartamot. Ebből kifolyólag de Grey az élet meghosszabbításán dolgozik.
2005-ig, de Grey munkássága egy részletes terv körül összpontosult, amit SENS-nek nevezett el, (Strategies for Engineered Negligible Senescence), és ami az öregedésből kifolyó fizikai és szellemi hanyatlás megelőzését tűzte ki céljául. Ezenkívül még ő az alapítója (Davig Gobel-el együtt) és vezető kutatója a Methuselah Alapítványnak, ami egy nonprofit szervezet Springfieldben, Virginiában. Az alapítvány egyik fontos része a Methuselah Mouse Prize, ami az egér élettartamának a meghosszabbítását célul kitűző kísérletek felgyorsulását ösztönzi, egy csinos összeg által.
Ezzel kapcsolatosan de Grey megjegyzi 2005 márciusában "ha képesek vagyunk hatékony kezeléseket kidolgozni, amelyek nemcsak a jövő nemzedéke élvezhet majd, hanem Mi magunk is, akik most élünk, akkor bátorítanunk kell a mai kutatókat, hogy dolgozzanak az öregedés problémáján." A kitűzött díj elérte a 4,2 millió amerikai dollárt 2007 februárjára. De Grey abban bízik, hogy ha sikerül nagyságrendekkel meghosszabbítaniuk egy már középkorú egér élettartamát, akkor nagy mennyiségű pénzösszeg fog erre a kutatásra fordítódni, ami felgyorsítaná ugyanezt a kutatást az emberrel kapcsolatosan is.
2005-ben kritikai cikk jelent meg de Grey-el kapcsolatosan a MIT Technology Review újságban.
2006. szeptember 16-án, Peter A. Thiel, a PayPal online-fizetések rendszerének társ-alapítója és Ügyvezető Igazgatója 3.5 millió dollárt ajánlott fel a Methuselah Alapítványnak a kísérleteket támogatandó.
2007-ben, de Grey Michael Rae segítségével megírta az Ending Aging című könyvet. Benne megtalálható az összes tudományos-, politikai- és társadalmi kihívás, amivel a SENS szembekerült.

## Az öregedés, de Grey által megfogalmazott hét oka
1. Rákkeltő mutációk:
Ezek a sejtmagban levő, úgynevezett nucleáris DNS-t, vagy a hozzá kapcsolódó fehérjéket ért változások. Egyes mutációk rákkeltők (a nem-rákkeltő-, és sejtmagon kívüli vagy epimutációk nem lényegesek a mai élettartam szempontjából), és így a rák a végkifejlete az ilyen típusú károsodásoknak.
2. Mitochondriális mutációk:
A mitochondriumok a sejt energiatermelői. Saját genetikai anyaggal, DNS-el rendelkeznek, és ennek a mutációja a sejt normális működését gátolja. Közvetetten, ezek a mutációk felgyorsíthatják az öregedés más tényezőit is.
3. Sejtenbelüli, intracelluláris szemét:
Sejtjeink folyamatosan bontják le a fehérjéket és más olyan molekulákat, amelyekre nincs már szükségük. Azok, amelyeket mégsem sikerül lebontaniuk mint szemét gyűlnek fel a sejten belül. Különböző betegségek jelennek meg ebből kifolyólag, mint amilyen az Atherosclerozis, látási zavarok, és mindenféle agykárosodásos betegség (Alzheimer-kór például).
4. Sejtenkívüli, extracelluláris szemét:
Káros szemét halmozódhat fel a sejten kívül is. Az Alzheimer-korosokban fellelhető amyloid-plakkok is ilyenek.
5. Sejt-veszteség:
Szervezetünk egyes sejtjei nem képződnek újra, vagy lassabban, mint ahogy elhalnak. Ez a sejtszámbeli veszteség okozza hogy a szív egyre gyengébb lesz az idő előrehaladtával, és olyan betegségek létrejöttét teszi lehetővé, mint a Parkinson-kór, valamint az immunrendszer is károsodik.
6. Sejt-öregedés:
Ez az a jelenség, ahol a sejtek nem képesek többé osztódni, viszont nem is pusztulnak el, de nem is hagynak más sejteket osztódni. Ezenkívül még más olyan dolgokat is művelnek, amit nem kellene, mint például káros anyagokat választanak ki. Az immunrendszeri öregedés és a 2-es típusú cukorbetegség ehhez kapcsolódik.
7. Extracelluláris keresztkötések:
A sejtek egymáshoz vannak kapcsolva bizonyos fehérjék által. Amikor túl sok ilyen kapcsolódás, keresztkötés alakul ki a sejtek között, akkor a szövet elveszítheti rugalmasságát és problémák lépnek fel, mint az arterioscerosis vagy a presbyopia.

## Fordítás
- Ez a szócikk részben vagy egészben  az   Aubrey_de_Grey című angol Wikipédia-szócikk fordításán alapul.  Az eredeti cikk szerkesztőit annak laptörténete sorolja fel. Ez a jelzés csupán a megfogalmazás eredetét és a szerzői jogokat jelzi, nem szolgál a cikkben szereplő információk forrásmegjelöléseként.